# バカップル
バカップルは、恋人同士の熱愛ぶりを皮肉った言葉で、「バカ」と「カップル」をくっつけた日本語の俗語（かばん語）。

## 語原
日本独特の表現。1985年版の『現代用語の基礎知識』に掲載された後、1990年代にTBSの番組内で用いられたことにより広まった。また1995年頃にタレントの羽賀研二と梅宮アンナのカップルをワイドショーが「バカップル」と評したため再び流行語となった。

## 定義
俗語なので、はっきりとした定義は存在しないが、恋人のいない人が妬みを込めて恋人同士を呼ぶこともある。公共の場所で衆目を意識せず平然とキスをしたりペッティングに及んだりするなど人目をはばからない行動や、2人だけが良ければそれで良い、という自己中心的な言動などを繰り返し、周囲に不快感を与えるカップルに対して皮肉を込めて用いられる場合が多い。また、それら行為をおこなってしまった恋人当人が自嘲気味にバカップルを自称する場合もある。いずれにせよ、あくまで俗語であるためその基準は人によって異なる。

## 日本以外の諸国における状況
英語圏には lovebirds もしくは love birds という単語があり、通常は「おしどり夫婦」「仲良しカップル」を意味するが、文脈によっては否定的なニュアンスを帯び「バカップル」と同等の意味になる。
韓国では、닭살 커플（鳥肌カップル）が「バカップル」を指す言葉として存在している。
中国ではフラッシュバンと同じ字の「閃光弾」と表記する。